# Mannlicher M1901
La Mannlicher Modell 1901 è stata una delle prime semiautomatiche.

## Storia
Dagli archivi della Steyr Mannlicher risulta che l'arma, brevettata nel 1898, venne presentata come Modell 1900, camerata per una speciale cartuccia calibro 8 mm. Venne però immessa sul mercato nel 1901 camerata per la munizione proprietaria 7,63 mm Mannlicher, con bossolo cilindrico, designata in Germania come 7,65 mm Mannlicher e negli Stati Uniti come 7,65 × 21 mm Mannlicher.

## Tecnica
L'arma è una delle più semplici pistole semiautomatiche a massa battente mai progettate. Il gruppo di scatto è essenzialmente quello di un revolver a singola azione. Anche se tecnicamente definita a massa battente ad apertura ritardata (grazie ad una camma che teoricamente dovrebbe ritardare l'apertura dell'otturatore), nella pratica reale l'azione della M1901 è a chiusura labile. Nonostante la munizione molto potente per un'arma a chiusura labile, il progetto della pistola era talmente robusto da restare in auge molti anni.
La camera di scoppio fa parte del castello. Il serbatoio è integrato nell'impugnatura e viene caricato con una stripper clip da 8 colpi dalla parte superiore del castello, ad otturatore aperto. Grazie all'estrema semplicità del meccanismo di sparo, il peso della pistola risulta estremamente ridotto per un'arma di questo tipo.
L'otturatore è dotato di su due guide che si estendono anteriormente, unite sul davanti da una traversa. Le due slitte scorrono sulla parte superiore del castello. La canna era avvitata alla camera di scoppio, solidale con il castello e dotata di mirino anteriore forgiato. La molla elicoidale di recupero è posizionata orizzontalmente, direttamente dietro la canna tra le due guide dell'otturatore e le due rotaie del castello: quando il carrello arretra sul castello, la traversa alle estremità delle guide comprime la molla contro il castello stesso.
Il sistema di scatto è incorporato sul lato sinistro del castello; la parte inferiore del castello è coperta da una protezione, inserita dal davanti a protezione anche della molla di recupero a V. Il braccio inferiore, più robusto, ingaggia una tacca sulla forcella destra del cane per lanciarlo in avanti al rilascio dello stesso. Il braccio superiore spinge invece costantemente in avanti una camma superiore che ingaggia una fessura nella superficie inferiore dell'otturatore quando è in chiusura.

## Sviluppi successivi
Dopo la deludente accoglienza della Mannlicher M1894, apparve la Mannlicher M1896, esternamente simile alla Mauser C96. La M1896 aveva un serbatoio fisso davanti al grilletto, con una capacità di 6 o 7 cartucce, ma la versione più prodotta fu la M1897/01 con caricatore prismatico amovibile nella stessa posizione. Entrambe le pistole, camerate per il 7,65 × 21 mm Mannlicher, furono prodotte complessivamente in meno di 1.000 esemplari in varie versioni, incluse le versioni carabina, con calcio staccabile, e altre valutate dai militari svizzeri. La M1898 era un frutto di una riprogettazione completa che spostava il magazzino indietro come nella M1901, ricaricabile con clip da 8 colpi. La M1899 introduceva una grande leva di sicura sul lato destro del fusto. Versioni decorate vennero consegnate al Kaiser Guglielmo II di Germania e al sultano ottomano Abdul Hamid II, ma la produzione totale di questi ultimi due modelli non superò i 350 pezzi, fino a quando vennero migliorati nella M1901, caratterizzata da una sicura di blocco del cane sulla slitta porta-otturatore e da una comoda leva di smontaggio.

## Utilizzatori
- Argentina: come Modelo 1905[3][4].
- Austria-Ungheria: acquistata privatamente da molti ufficiali dell'Imperiale e regio esercito, anche se ufficialmente rifiutata dopo le prove del 1904-1905.

## Galleria d'immagini

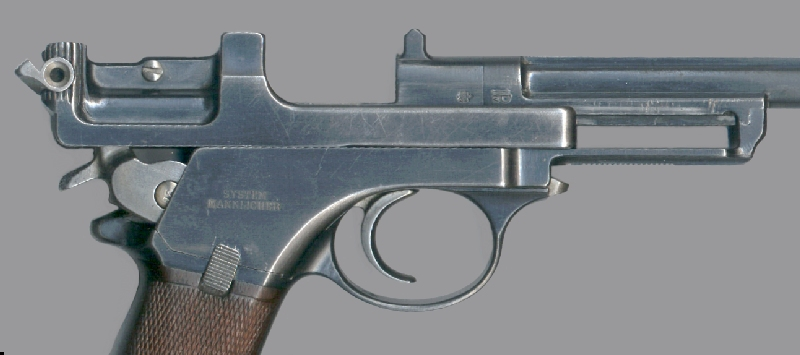
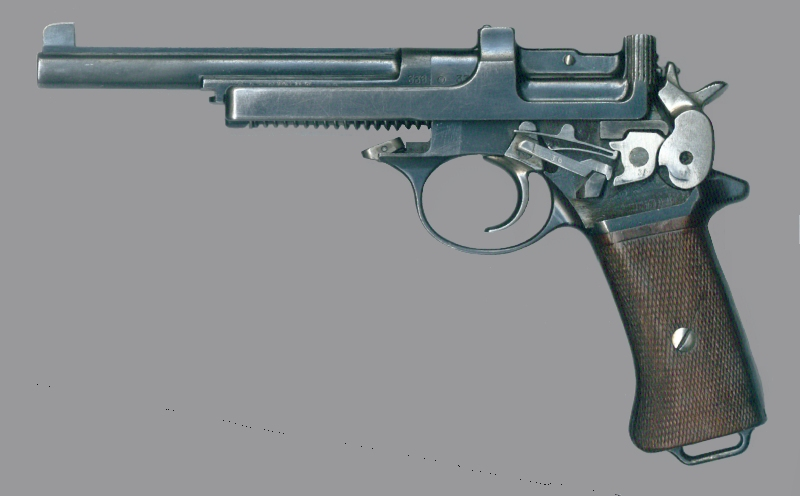
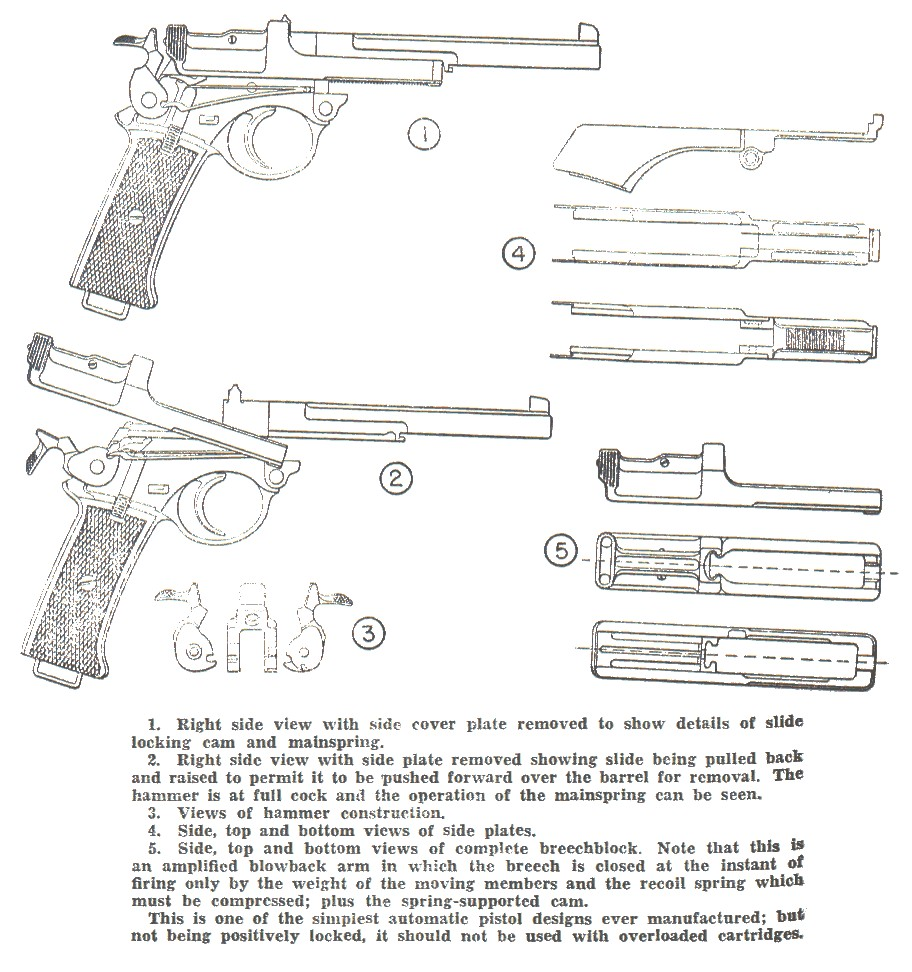
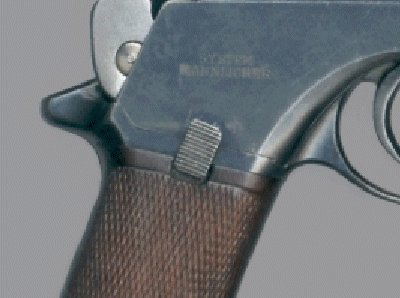